# ۱۰۱۴ (میلادی)
۱۰۱۴ (میلادی) هزار و چهاردهمین سال تقویم میلادی است.

## درگذشتگان
- ۳ فوریه - اسوین یکم، پادشاه دانمارک
- ۶ اکتبر - ساموئل، تزار بلغارستان

‎